# Ni'iinlii Njik (Fishing Branch) Territorial Park
Der Ni'iinlii Njik (Fishing Branch) Territorial Park ist ein 5355,02 km² großer Provinzpark im Nordwesten des kanadischen Territorium Yukon. Der Park liegt etwa 250 km Luftlinie nördlich von Dawson im Zentrum des Porcupine Plateaus. Er ist der größte der Territorial Parks im Yukon.
Bei dem Park handelt es sich um ein Schutzgebiet der IUCN-Kategorie Ib (Wildnisgebiet).
Auf Grund seiner abgeschiedenen Lage und der nicht vorhandenen Anbindung an das öffentliche Straßennetz besuchen den Park nur wenige Besucher.

## Anlage
Der Park liegt nördlich des Polarkreises und umschließt den Bear Cave Mountain sowie, östlich des Berges, das Ni'iinlii Njik Ecological Reserve. Im Südwesten grenzt das Ni'iinlii Njik Habitat Protection Area an den Park. Durchflossen wird der Park vom Fishing Branch, einem Quellfluss des Porcupine River.